# Font de la plaça Major de Verdú
La Font de la plaça Major de Verdú és una obra al mig de la plaça Major de la vila de Verdú a la comarca d'Urgell. És inclosa a l'Inventari del Patrimoni Arquitectònic de Catalunya. Va ser alçada en commemoració de l'arribada d'aigües al poble.

## Descripció
Font formada per quatre cossos estructurals superposats. En la part baixa hi ha una estructura de perfil sisavat que fa de receptacle de l'aigua i té en cada costats un baix relleu llis i la part superior motllurada de forma lobulada amb sobresortints de diverses mides. A l'estructura superior s'inclou un baix relleu que perfila la figura geomètrica o quadrada o bé rectangular de cada un d'aquests angles. A la part superior a l'abeurador d'aigua hi ha una peanya commemorativa amb la inscripció de la data de construcció, 1899. Finalment la font és coronada per la figura d'una torre de planta circular rematada per merlets. La superfície d'aquesta figura imita l'encoixinat format per les pedres tallades que conformen la torre de la vila.
Aquesta font, rematada amb la figura d'una torre fa referència a l'escut de la població que és una torre de defensa, i recorda també el mateix perfil de la vila, en el qual destaca la torre de vigilància del castell de Verdú.